# Zuid-Koreaans curlingteam (mannen)
Het Zuid-Koreaans curlingteam vertegenwoordigt Zuid-Korea in internationale curlingwedstrijden.

## Geschiedenis
Zuid-Korea nam voor het eerst deel aan een groot toernooi tijdens het Pacifisch-Aziatisch kampioenschap van 1996 in Sydney, Australië. De eerste interland ooit werd met grote cijfers verloren van het gastland: 31-2. Het is nog steeds de grootste curlingnederlaag in de geschiedenis van Zuid-Korea. Het land sloot het kampioenschap af zonder overwinning. Ook de volgende drie edities van het Pacifisch-Aziatisch kampioenschap kon Zuid-Korea geen enkele wedstrijd winnen. Door het kleine aantal deelnemende landen eindigde Zuid-Korea wel steeds net naast het podium, op de vierde plaats. In 2000 werd voor het eerst een wedstrijd gewonnen: Australië werd met 9-6 verslagen. Toch zou het nog twee jaar wachten zijn op de eerste podiumplaats. Meteen werd de titel in de wacht gesleept. Nadien moest het land dertien jaar wachten op een tweede titel. In 2017 volgde een derde, in 2019 een vierde, en in 2021 een vijfde.
Na de editie van 2021 werd het Pacifisch-Aziatisch kampioenschap opgedoekt en vervangen door het pan-continentaal kampioenschap. In de eerste twee edities eindigde Zuid-Korea telkens als tweede. In 2024 werd het land vijfde.
Zuid-Korea nam tot op heden elf keer deel aan het wereldkampioenschap. De onfortuinlijke vierde plaats in 2018 was tot nu toe het hoogst haalbare. Op de Olympische Winterspelen was Zuid-Korea tot op heden één keer present. Het land was als gastland automatisch geplaatst voor het curlingtoernooi op de Olympische Winterspelen 2018. Zuid-Korea eindigde als zevende.

## Zuid-Korea op de Olympische Spelen
| \| Jaar \| Plaats \| Skip \| WG \| W \| V \| PV \| PT \| \| ---- \| ------------- \| ------------- \| ------------- \| ------------- \| ------------- \| ------------- \| ------------- \| \| 1998 \| Geen deelname \| Geen deelname \| Geen deelname \| Geen deelname \| Geen deelname \| Geen deelname \| Geen deelname \| \| 2002 \| Geen deelname \| Geen deelname \| Geen deelname \| Geen deelname \| Geen deelname \| Geen deelname \| Geen deelname \| \| 2006 \| Geen deelname \| Geen deelname \| Geen deelname \| Geen deelname \| Geen deelname \| Geen deelname \| Geen deelname \| \| 2010 \| Geen deelname \| Geen deelname \| Geen deelname \| Geen deelname \| Geen deelname \| Geen deelname \| Geen deelname \| \| 2014 \| Geen deelname \| Geen deelname \| Geen deelname \| Geen deelname \| Geen deelname \| Geen deelname \| Geen deelname \| \| 2018 \| 7 \| Kim Chang-min \| 9 \| 4 \| 5 \| 54 \| 59 \| \| 2022 \| Geen deelname \| Geen deelname \| Geen deelname \| Geen deelname \| Geen deelname \| Geen deelname \| Geen deelname \| |               |               |               |               |               |               |               |
| Jaar | Plaats        | Skip          | WG            | W             | V             | PV            | PT            |
| 1998 | Geen deelname | Geen deelname | Geen deelname | Geen deelname | Geen deelname | Geen deelname | Geen deelname |
| 2002 | Geen deelname | Geen deelname | Geen deelname | Geen deelname | Geen deelname | Geen deelname | Geen deelname |
| 2006 | Geen deelname | Geen deelname | Geen deelname | Geen deelname | Geen deelname | Geen deelname | Geen deelname |
| 2010 | Geen deelname | Geen deelname | Geen deelname | Geen deelname | Geen deelname | Geen deelname | Geen deelname |
| 2014 | Geen deelname | Geen deelname | Geen deelname | Geen deelname | Geen deelname | Geen deelname | Geen deelname |
| 2018 | 7             | Kim Chang-min | 9             | 4             | 5             | 54            | 59            |
| 2022 | Geen deelname | Geen deelname | Geen deelname | Geen deelname | Geen deelname | Geen deelname | Geen deelname |

## Zuid-Korea op het wereldkampioenschap
| Jaar | Plaats        | Skip          | WG            | W             | V             | PV            | PT            |
| ---- | ------------- | ------------- | ------------- | ------------- | ------------- | ------------- | ------------- |
| 1959 | Geen deelname | Geen deelname | Geen deelname | Geen deelname | Geen deelname | Geen deelname | Geen deelname |
| 1960 | Geen deelname | Geen deelname | Geen deelname | Geen deelname | Geen deelname | Geen deelname | Geen deelname |
| 1961 | Geen deelname | Geen deelname | Geen deelname | Geen deelname | Geen deelname | Geen deelname | Geen deelname |
| 1962 | Geen deelname | Geen deelname | Geen deelname | Geen deelname | Geen deelname | Geen deelname | Geen deelname |
| 1963 | Geen deelname | Geen deelname | Geen deelname | Geen deelname | Geen deelname | Geen deelname | Geen deelname |
| 1964 | Geen deelname | Geen deelname | Geen deelname | Geen deelname | Geen deelname | Geen deelname | Geen deelname |
| 1965 | Geen deelname | Geen deelname | Geen deelname | Geen deelname | Geen deelname | Geen deelname | Geen deelname |
| 1966 | Geen deelname | Geen deelname | Geen deelname | Geen deelname | Geen deelname | Geen deelname | Geen deelname |
| 1967 | Geen deelname | Geen deelname | Geen deelname | Geen deelname | Geen deelname | Geen deelname | Geen deelname |
| 1968 | Geen deelname | Geen deelname | Geen deelname | Geen deelname | Geen deelname | Geen deelname | Geen deelname |
| 1969 | Geen deelname | Geen deelname | Geen deelname | Geen deelname | Geen deelname | Geen deelname | Geen deelname |
| 1970 | Geen deelname | Geen deelname | Geen deelname | Geen deelname | Geen deelname | Geen deelname | Geen deelname |
| 1971 | Geen deelname | Geen deelname | Geen deelname | Geen deelname | Geen deelname | Geen deelname | Geen deelname |
| 1972 | Geen deelname | Geen deelname | Geen deelname | Geen deelname | Geen deelname | Geen deelname | Geen deelname |
| 1973 | Geen deelname | Geen deelname | Geen deelname | Geen deelname | Geen deelname | Geen deelname | Geen deelname |
| 1974 | Geen deelname | Geen deelname | Geen deelname | Geen deelname | Geen deelname | Geen deelname | Geen deelname |
| 1975 | Geen deelname | Geen deelname | Geen deelname | Geen deelname | Geen deelname | Geen deelname | Geen deelname |
| 1976 | Geen deelname | Geen deelname | Geen deelname | Geen deelname | Geen deelname | Geen deelname | Geen deelname |
| 1977 | Geen deelname | Geen deelname | Geen deelname | Geen deelname | Geen deelname | Geen deelname | Geen deelname |
| 1978 | Geen deelname | Geen deelname | Geen deelname | Geen deelname | Geen deelname | Geen deelname | Geen deelname |
| 1979 | Geen deelname | Geen deelname | Geen deelname | Geen deelname | Geen deelname | Geen deelname | Geen deelname |
| 1980 | Geen deelname | Geen deelname | Geen deelname | Geen deelname | Geen deelname | Geen deelname | Geen deelname |
| 1981 | Geen deelname | Geen deelname | Geen deelname | Geen deelname | Geen deelname | Geen deelname | Geen deelname |
| 1982 | Geen deelname | Geen deelname | Geen deelname | Geen deelname | Geen deelname | Geen deelname | Geen deelname |
| 1983 | Geen deelname | Geen deelname | Geen deelname | Geen deelname | Geen deelname | Geen deelname | Geen deelname |
| 1984 | Geen deelname | Geen deelname | Geen deelname | Geen deelname | Geen deelname | Geen deelname | Geen deelname |
| 1985 | Geen deelname | Geen deelname | Geen deelname | Geen deelname | Geen deelname | Geen deelname | Geen deelname |
| 1986 | Geen deelname | Geen deelname | Geen deelname | Geen deelname | Geen deelname | Geen deelname | Geen deelname |
| 1987 | Geen deelname | Geen deelname | Geen deelname | Geen deelname | Geen deelname | Geen deelname | Geen deelname |
| 1988 | Geen deelname | Geen deelname | Geen deelname | Geen deelname | Geen deelname | Geen deelname | Geen deelname |
| 1989 | Geen deelname | Geen deelname | Geen deelname | Geen deelname | Geen deelname | Geen deelname | Geen deelname |
| 1990 | Geen deelname | Geen deelname | Geen deelname | Geen deelname | Geen deelname | Geen deelname | Geen deelname |
| 1991 | Geen deelname | Geen deelname | Geen deelname | Geen deelname | Geen deelname | Geen deelname | Geen deelname |

| Jaar | Plaats        | Skip             | WG            | W             | V             | PV            | PT            |
| ---- | ------------- | ---------------- | ------------- | ------------- | ------------- | ------------- | ------------- |
| 1992 | Geen deelname | Geen deelname    | Geen deelname | Geen deelname | Geen deelname | Geen deelname | Geen deelname |
| 1993 | Geen deelname | Geen deelname    | Geen deelname | Geen deelname | Geen deelname | Geen deelname | Geen deelname |
| 1994 | Geen deelname | Geen deelname    | Geen deelname | Geen deelname | Geen deelname | Geen deelname | Geen deelname |
| 1995 | Geen deelname | Geen deelname    | Geen deelname | Geen deelname | Geen deelname | Geen deelname | Geen deelname |
| 1996 | Geen deelname | Geen deelname    | Geen deelname | Geen deelname | Geen deelname | Geen deelname | Geen deelname |
| 1997 | Geen deelname | Geen deelname    | Geen deelname | Geen deelname | Geen deelname | Geen deelname | Geen deelname |
| 1998 | Geen deelname | Geen deelname    | Geen deelname | Geen deelname | Geen deelname | Geen deelname | Geen deelname |
| 1999 | Geen deelname | Geen deelname    | Geen deelname | Geen deelname | Geen deelname | Geen deelname | Geen deelname |
| 2000 | Geen deelname | Geen deelname    | Geen deelname | Geen deelname | Geen deelname | Geen deelname | Geen deelname |
| 2001 | Geen deelname | Geen deelname    | Geen deelname | Geen deelname | Geen deelname | Geen deelname | Geen deelname |
| 2002 | Geen deelname | Geen deelname    | Geen deelname | Geen deelname | Geen deelname | Geen deelname | Geen deelname |
| 2003 | 10            | Lee Dong-keun    | 9             | 1             | 8             | 46            | 62            |
| 2004 | Geen deelname | Geen deelname    | Geen deelname | Geen deelname | Geen deelname | Geen deelname | Geen deelname |
| 2005 | Geen deelname | Geen deelname    | Geen deelname | Geen deelname | Geen deelname | Geen deelname | Geen deelname |
| 2006 | Geen deelname | Geen deelname    | Geen deelname | Geen deelname | Geen deelname | Geen deelname | Geen deelname |
| 2007 | 12            | Lee Jae-ho       | 11            | 1             | 10            | 44            | 79            |
| 2008 | Geen deelname | Geen deelname    | Geen deelname | Geen deelname | Geen deelname | Geen deelname | Geen deelname |
| 2009 | Geen deelname | Geen deelname    | Geen deelname | Geen deelname | Geen deelname | Geen deelname | Geen deelname |
| 2010 | Geen deelname | Geen deelname    | Geen deelname | Geen deelname | Geen deelname | Geen deelname | Geen deelname |
| 2011 | 11            | Lee Dong-keun    | 11            | 2             | 9             | 62            | 86            |
| 2012 | Geen deelname | Geen deelname    | Geen deelname | Geen deelname | Geen deelname | Geen deelname | Geen deelname |
| 2013 | Geen deelname | Geen deelname    | Geen deelname | Geen deelname | Geen deelname | Geen deelname | Geen deelname |
| 2014 | Geen deelname | Geen deelname    | Geen deelname | Geen deelname | Geen deelname | Geen deelname | Geen deelname |
| 2015 | Geen deelname | Geen deelname    | Geen deelname | Geen deelname | Geen deelname | Geen deelname | Geen deelname |
| 2016 | 11            | Kim Soo-hyuk     | 11            | 2             | 9             | 57            | 86            |
| 2017 | Geen deelname | Geen deelname    | Geen deelname | Geen deelname | Geen deelname | Geen deelname | Geen deelname |
| 2018 | 4             | Kim Chang-min    | 15            | 8             | 7             | 103           | 96            |
| 2019 | 13            | Kim Soo-hyuk     | 12            | 1             | 11            | 65            | 92            |
| 2021 | 13            | Jeong Yeong-seok | 13            | 2             | 11            | 53            | 110           |
| 2022 | 8             | Kim Chang-min    | 12            | 6             | 6             | 83            | 83            |
| 2023 | 12            | Jeong Byeong-jin | 12            | 1             | 11            | 43            | 94            |
| 2024 | 12            | Park Jong-duk    | 12            | 2             | 10            | 66            | 97            |
| 2025 | 13            | Kim Hyo-jun      | 12            | 1             | 11            | 42            | 100           |

## Zuid-Korea op het Pacifisch-Aziatisch kampioenschap
| Jaar | Plaats        | Skip           | WG            | W             | V             | PV            | PT            |
| ---- | ------------- | -------------- | ------------- | ------------- | ------------- | ------------- | ------------- |
| 1991 | Geen deelname | Geen deelname  | Geen deelname | Geen deelname | Geen deelname | Geen deelname | Geen deelname |
| 1992 | Geen deelname | Geen deelname  | Geen deelname | Geen deelname | Geen deelname | Geen deelname | Geen deelname |
| 1993 | Geen deelname | Geen deelname  | Geen deelname | Geen deelname | Geen deelname | Geen deelname | Geen deelname |
| 1994 | Geen deelname | Geen deelname  | Geen deelname | Geen deelname | Geen deelname | Geen deelname | Geen deelname |
| 1995 | Geen deelname | Geen deelname  | Geen deelname | Geen deelname | Geen deelname | Geen deelname | Geen deelname |
| 1996 | 4             | Song He-dong   | 6             | 0             | 6             | 19            | 106           |
| 1997 | 4             | Song He-dong   | 6             | 0             | 6             | 14            | 78            |
| 1998 | 4             | Song He-dong   | 6             | 0             | 6             | 26            | 49            |
| 1999 | 4             | Song He-dong   | 6             | 0             | 6             | 15            | 57            |
| 2000 | 4             | Song He-dong   | 6             | 1             | 5             | 26            | 42            |
| 2001 | 4             | Lee Dong-keun  | 8             | 2             | 6             | 50            | 45            |
| 2002 | 1             | Lee Dong-keun  | 12            | 9             | 3             | 74            | 54            |
| 2003 | 3             | Lee Dong-keun  | 8             | 6             | 2             | 67            | 29            |
| 2004 | 5             | Baek Jong-chul | 6             | 2             | 4             | 30            | 36            |
| 2005 | 6             | Baek Jong-chul | 6             | 1             | 5             | 32            | 46            |

| Jaar | Plaats | Skip          | WG | W  | V | PV  | PT |
| ---- | ------ | ------------- | -- | -- | - | --- | -- |
| 2006 | 2      | Lee Jae-ho    | 8  | 6  | 2 | 49  | 38 |
| 2007 | 5      | Lee Han-sol   | 6  | 2  | 4 | 37  | 40 |
| 2008 | 4      | Lee Dong-keun | 14 | 9  | 5 | 91  | 73 |
| 2009 | 3      | Kim Chang-min | 12 | 5  | 7 | 77  | 83 |
| 2010 | 2      | Lee Dong-keun | 13 | 8  | 5 | 82  | 80 |
| 2011 | 3      | Kim Chang-min | 13 | 8  | 5 | 95  | 70 |
| 2012 | 4      | Kim Chang-min | 9  | 5  | 4 | 66  | 57 |
| 2013 | 3      | Kim Soo-hyuk  | 12 | 6  | 6 | 80  | 82 |
| 2014 | 3      | Kim Soo-hyuk  | 9  | 6  | 3 | 64  | 47 |
| 2015 | 1      | Kim Soo-hyuk  | 9  | 8  | 1 | 90  | 45 |
| 2016 | 3      | Kim Soo-hyuk  | 10 | 8  | 2 | 72  | 27 |
| 2017 | 1      | Kim Chang-min | 10 | 7  | 3 | 78  | 61 |
| 2018 | 3      | Kim Soo-hyuk  | 10 | 6  | 4 | 88  | 58 |
| 2019 | 1      | Kim Chang-min | 11 | 11 | 0 | 129 | 33 |
| 2021 | 1      | Kim Chang-min | 8  | 7  | 1 | 70  | 35 |

## Zuid-Korea op het pan-continentaal kampioenschap
| \| Jaar \| Plaats \| Skip \| WG \| W \| V \| PV \| PT \| \| ---- \| ------ \| ---------------- \| -- \| - \| - \| -- \| -- \| \| 2022 \| 2 \| Jeong Byeong-jin \| 9 \| 7 \| 2 \| 72 \| 52 \| \| 2023 \| 2 \| Park Jong-duk \| 9 \| 6 \| 3 \| 61 \| 57 \| \| 2024 \| 5 \| Lee Jae-beom \| 7 \| 3 \| 4 \| 47 \| 44 \| |        |                  |    |   |   |    |    |
| Jaar | Plaats | Skip             | WG | W | V | PV | PT |
| 2022 | 2      | Jeong Byeong-jin | 9  | 7 | 2 | 72 | 52 |
| 2023 | 2      | Park Jong-duk    | 9  | 6 | 3 | 61 | 57 |
| 2024 | 5      | Lee Jae-beom     | 7  | 3 | 4 | 47 | 44 |

Andorra · Australië · België · Bosnië en Herzegovina · Brazilië · Bulgarije · Canada · China · Chinees Taipei · Denemarken · Duitsland · Engeland · Estland · Filipijnen · Finland · Frankrijk · Georgië · Griekenland · Groot-Brittannië · Guyana · Hongarije · Hongkong · Ierland · IJsland · India · Israël · Italië · Jamaica · Japan · Kazachstan · Kenia · Kirgizië · Kroatië · Letland · Liechtenstein · Litouwen · Luxemburg · Mexico · Nederland · Nieuw-Zeeland · Nigeria · Noorwegen · Oekraïne · Oostenrijk · Polen · Portugal · Puerto Rico · Qatar · Roemenië · Rusland · Saoedi-Arabië · Schotland · Servië · Slovenië · Slowakije · Spanje · Thailand · Tsjechië · Tsjecho-Slowakije · Turkije · Verenigde Staten · Wales · Wit-Rusland · Zuid-Korea · Zweden · Zwitserland